# Джордж Девол
Джордж Чарльз Девол, молодший (англ. George Charles Devol, Jr; 20 лютого 1912 — 11 серпня 2011) — американський інженер, розробник першого в світі програмованого робота-маніпулятора. В 1954 році Джордж Девол розробив перший в світі програмований робот-маніпулятор.
Система, яка отримала назву Юнімейт (Unimate), була запатентована в 1961 році.
Через рік американська корпорація General Motors вперше використала робот-маніпулятор для виконання технологічних операцій на одному із своїх заводів.